# Veselinovo, Șumen
Veselinovo (în bulgară Веселиново) este un sat în comuna Smeadovo, regiunea Șumen,  Bulgaria. 

## Demografie
Componența etnică a satului Veselinovo
     Turci (1,51%)
     Bulgari (65,43%)
     Romi (31,87%)
     Nicio identificare (1,18%)
La recensământul din 2011, populația satului Veselinovo era de 593 locuitori. Din punct de vedere etnic, majoritatea locuitorilor (65,43%) erau bulgari, existând și minorități de romi (31,87%) și turci (1,51%). Pentru 1,18% din locuitori nu este cunoscută apartenența etnică.